# Het martelaarschap van Polycarpus

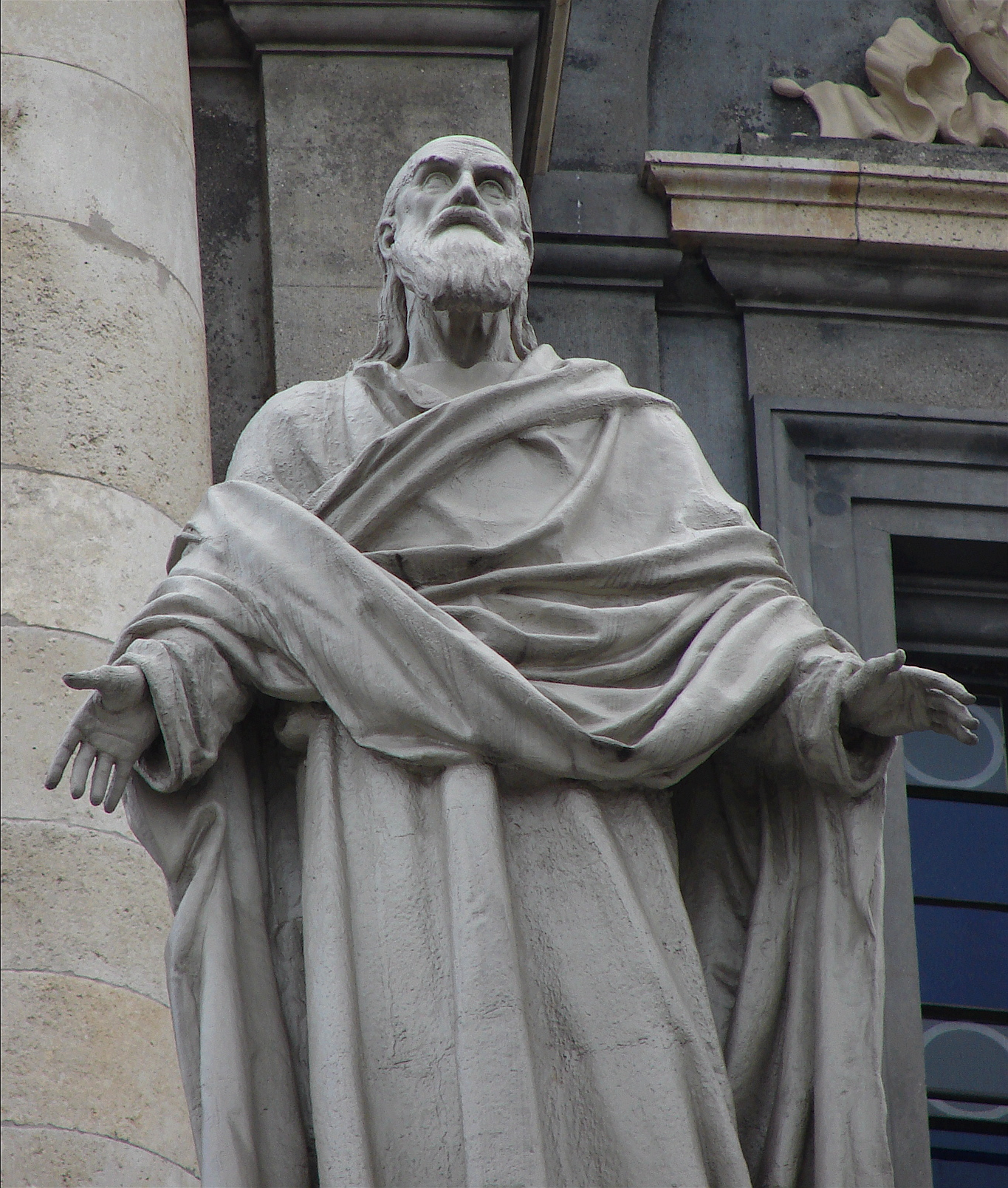
Beeld van Polycarpus te Kopenhagen.

Het Martelaarschap van Polycarpus (Martyrium Polycarpi) is  het oudste oorspronkelijke verslag van een marteldood dat bewaard gebleven is. Het wordt gerekend tot de geschriften van de apostolische vaders. Het vertelt van de executie te Smyrna in 155-160  van de 86 jaar oude bisschop van Smyrna, Polycarpus.
Het verslag is door de kerk van Polycarpus te Smyrna opgesteld op verzoek van de kerk te Philomelium, 200 km daarvandaan. Die kerk wilde vermoedelijk weten hoe het  precies gegaan was rond de geloofsafval van het lid van hun kerk Quintus. De  ooggetuige Marcion heeft zijn verhaal gedaan aan Evarestus.

## Tekst
Er zijn 8 Griekse handschriften, waarvan het oudste uit de 10e  eeuw dateert (Atheniensis). Vooral in de laatste paragrafen zijn er tekstvarianten. Er is een oude Latijnse vertaling, daarnaast is er een versie die afkomstig is uit Eusebius’ kerkgeschiedenis bekend in het Latijn. Daarvan zijn er ook vertalingen in het Aramees, Syrisch, en Koptisch.

## Inhoud
Tijdens de executie van een groep christenen met behulp van wilde dieren, werd door de menigte om de terechtstelling van Polycarpus gevraagd.  Zijn kalmte en vriendelijkheid maakten diepe indruk op de politie, die hem ’s nachts  kwam arresteren en er tevergeefs bij hem op aandrong aan Caesar te offeren, daarmee zouden alle problemen voorbij zijn.
In de arena, vroeg de gouverneur hem dringend om een eed af te leggen op Caesar en te zeggen "weg met de ongelovigen" (waarmee de gouverneur de christenen bedoelde). Polycarpus keek om zich heen naar de heidense menigte, maakte een handgebaar en zei: "Weg met de ongelovigen!"
"Zweer je Christus af" drong de gouverneur aan, maar Polycarpus antwoordde: "86 jaar heb ik hem gediend, hoe zou ik mijn koning en redder kunnen belasteren?" Uiteindelijk werd hij vastgeketend aan de brandstapel. Omdat het vuur Polycarpus niet lijkt te deren, werd hij daarbij ook neergestoken. De gemeente kreeg de stoffelijke resten.